# Décès en 1355
Décès
- 1351
- 1352
- 1353
- 1354
- 1355
- 1356
- 1357
- 1358
- 1359

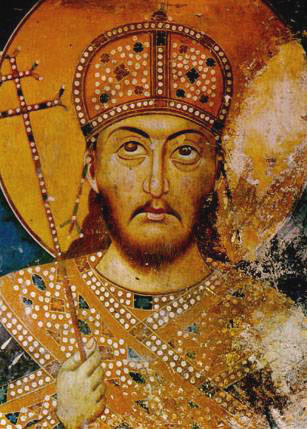
Étienne IX Douchan, mort en 1355.

Cette page dresse une liste de personnalités mortes au cours de l'année 1355 :
- 7 janvier : Inès de Castro,  noble galicienne, reine consort de Portugal.
- 1er février : Peytavin de Montesquiou, cardinal français.
- 17 avril : Marino Faliero, 55e doge de Venise.
- mai : Ladislas de Cieszyn,  prince polonais membre de la dynastie des Piast de Silésie de la lignée du duché de Cieszyn.
- 22 mai : Humbert II de Viennois, dernier dauphin de Viennois, patriarche d'Alexandrie, évêque de Paris, archevêque-duc de Reims.
- août : Albert Acciaioli, évêque d'Apt, de Bologne, puis de Nevers.
- 29 septembre : Mathieu II Visconti, noble italien qui fut co-seigneur de Milan.
- 16 octobre : Louis Ier de Sicile,  dit Louis l’Enfant, roi de Sicile.
- 21 octobre : Bertrand de Deaux, cardinal français.
- 26 novembre : Casimir Ier, duc de Varsovie.
- 5 décembre : Jean III de Brabant, duc de Brabant et de Limbourg.
- 20 décembre : Étienne IX Douchan, tsar de Serbie[1].

- Aliénor d'Angleterre,  noble anglaise.
- Jeanne II de Dreux, comtesse de Dreux.
- Mékhitar Ier de Gerner, Catholicos de l'Église apostolique arménienne.
- Woelflin de Rouffach, sculpteur et maître d'œuvre alsacien.
- Simon II de Sarrebruck-Commercy, seigneur de « Château-Haut », sire de Commercy.
- Arnaud de Villemur, cardinal français.

date incertaine (vers 1355)
- vers le 4 octobre : Boleslas de Bytom, duc polonais de la dynastie des Piast de Silésie, de Koźle (en allemand Kosel) et de Bytom.

## Crédit d'auteurs
- Cet article est partiellement ou en totalité issu de l'article intitulé « 1355 » (voir la liste des auteurs).